# Nick Barmby
Nicholas Jon Barmby (* 11. února 1974 Kingston upon Hull) je bývalý anglický fotbalista. Reprezentoval Anglii v letech 1995–2001, sehrál za ni 23 zápasů a vstřelil v nich čtyři góly. Získal s Anglií bronz na mistrovství Evropy roku 1996, krom toho se zúčastnil mistrovství Evropy 2000. S Liverpoolem, za nějž hrál v letech 2000–2002, vyhrál Pohár UEFA v sezóně 2000/01. Dále hrál za Tottenham Hotspur (1992–1995), Middlesbrough (1995–1996), Everton (1996–2000), Leeds United (2002–2004; při tom hostování v Nottinghamu Forest) a Hull City (2004–2012), kterýžto klub v závěru hráčské kariéry souběžně i krátce trénoval.